# Acantopsis dialuzona
Acantopsis dialuzona är en fiskart som beskrevs av Van Hasselt 1823. Acantopsis dialuzona ingår i släktet Acantopsis och familjen nissögefiskar. Inga underarter finns listade i Catalogue of Life.